# Thierry Ier de Liesgau
Pour les articles homonymes, voir Thierry Ier et Thierry.
Thierry Ier (en allemand : Dietrich), mort vers 976, est un seigneur féodal de Saxe. Il est considéré comme l'un des plus anciens ancêtres de la maison de Wettin.

## Biographie
Thierry Ier est le premier des membres des Wettin reconnu comme tel. Il appartenait à la première branche de cette maison saxonne dans la chronique contemporaine de Dithmar († 1018). D'après lui, Thierry est le père du comte Dedo de Wettin qui grandit dans la famille du margrave Rikdag de Misnie, un proche parent.
Il est l'un des ascendants directs des princes des différentes maisons de Saxe, les électeurs puis rois de Saxe ont pour ascendant commun Albert III de Saxe, fils de Frédéric II de Saxe lui-même issu de la première branche de la maison de Wettin. Thierry est donc l'ascendant des familles royales du Royaume-Uni, de Belgique (maison de Saxe-Cobourg et Gotha), du Portugal et de Bulgarie, et à ce titre un ancêtre du roi Charles III du Royaume-Uni ainsi que l'ancêtre direct du roi des Belges Philippe.
On ne dispose pas de données fiables sur l'origine de Thierry. Il pourrait être le fils du comte saxon Dedi d'Hassegau († 957), mais cette filiation n'est pas établie avec certitude. Dans la généalogie de la maison de Wettin de 1897, l'historien Otto Posse estime qu'il est l'arrière petit-fils du duc Burchard de Thuringe († 908), qui serait selon Posse à son tour le grand-père de Dedi d'Hassegau. Comme preuve de cette théorie il avance que Thierry et son fils Dedo de Wettin sont qualifiés de « Buzici » dans la chronique de Dithmar, interprété comme « descendants de Burchard ».
Thierry Ier eut deux enfants :
- Dedo Ier, comte de Wettin ;
- Frédéric (mort en 1017), comte de Wettin et d'Eilenburg.

## Source
- Anthony Stokvis, Manuel d'histoire, de généalogie et de chronologie de tous les États du globe, depuis les temps les plus reculés jusqu'à nos jours, préf. H. F. Wijnman, éditions Brill Leyde 1890-1893, réédition 1966, chapitre VIII Margraves de Thuringe, Misnie et Lusace: « Maison de Wettin » et tableau généalogique.